# エンター・ザ・ミュージック
『エンター・ザ・ミュージック』（ENTER THE MUSIC）は、BSテレ東（2018年9月まではBSジャパン）で土曜日の8:30 - 9:00に放送されている音楽番組である。2014年10月7日から2016年3月29日までは火曜日の23:00 - 23:30に、2016年4月4日から2018年3月26日までは月曜日の23:00 - 23:30に、2018年4月7日から2020年3月28日までは土曜日の23:30 - 翌0:00に放送されていた。

## 概要
「音楽は世界を豊かにする!」をコンセプトに、さまざまな分野の音楽の楽しみ方や逸話を語り、かつ演奏を楽しむ音楽番組。
番組が出来たきっかけはテレビ東京系列、BSジャパンで年越しに放映される「東急ジルベスターコンサート」の第18回（2012-2013年）に藤岡幸夫が指揮者として出演、恒例のカウントダウン演奏を0:00ちょうどに終わらせる大成功を収めたことによる。
『題名のない音楽会』のように1本をすべて公開録画でまかなうことはなく、別録りの演奏を交えてのトークで構成されることが非常に多い。これはトークや多くの単独楽器演奏の収録は東京で行われるが、管弦楽を担当する関西フィルハーモニー管弦楽団は文字通り関西圏を中心に活動しており、演奏も藤岡が指揮をする演奏会か旧練習場（チェリーホール（以前の名称はオークホール））で収録されていること、また同日に収録した演奏を何回かに分けてあるいは別の日に収録した演奏を1回の放送で使う、すなわちトークとトークの間に演奏のストックを入れる方式をとっていることによる。またトークも決まったスタジオで収録せず、松本記念音楽迎賓館、白寿ホールや六本木シンフォニーサロンといった小ホールやレストラン、バーなどで行っている。
番組の最後の曲は単独の楽器の特集やクラシック音楽以外のジャンルの回でも、おおむね（なかば強引に）藤岡の指揮による関西フィルハーモニー管弦楽団の演奏であることが多い。また衛星放送ながら地方オーケストラが全国区でレギュラー出演をして演奏を披露するテレビ番組は、現在これだけである（なお、東京に本拠を置くオーケストラでも全国区でレギュラー出演と見なせるのはNHK交響楽団、読売日本交響楽団だけである）。
かねてより藤岡はクラシック音楽の裾野の拡大と敷居を下げるための活動をしており、「エンター・ザ・ミュージック」という番組名は「音楽への入り口を狙い」としている。また「クラシックにはこだわりません」としている。番組では「音楽はお好きですか?」という文言がサブタイトル的に使われており、番組開始時にも「音楽はお好きですか?」のナレーションと字幕が入る。新聞のラジオ・テレビ欄で内容が紹介されるときは「音楽の世界」といった番組名が使われることもある。

### シリーズ的な企画
- The 4 Players Tokyo - 2019年より藤岡がプロデュースしている弦楽四重奏団の演奏を紹介する。番組発となっており、藤岡が営業・広報を行い、演奏会では司会も行う。
- マユコ先生のヴァイオリン・レッスン - ヴァイオリニストの神尾真由子(東京音楽大学教授)が弟子に行っているレッスンを放映するもの。時に一般のアマチュアから神尾のレッスンを受けたい者を公募し、レッスンの模様を放送することもある。受講者公募は神尾持ち込みの企画で、受講者も神尾が選定している。レッスンを受ける者がどちらの場合でも、番組の最後に藤岡が指揮するオーケストラと神尾の共演も放送される。
- 音楽構成作家の新井鴎子による楽曲解説や逸話を交えてクラシック音楽の名曲を特集する企画。
- アマチュアオーケストラ - 藤岡が大学などの交響楽団の演奏会で指揮するものだが、放映では練習の部分が本番より多くなっている。
- 吹奏楽 - サクソフォン奏者の須川展也とともに各地の学校や企業の吹奏楽部を回って指導する企画。ただし須川が不参加で指導を行わない別の企画のこともある。
- 映画音楽 - 映画コメンテーターの有村昆による映画の蘊蓄話やこれからのおすすめ映画を交えつつ、映画音楽・映画に関わるクラシック音楽等を特集する企画。

これ以外に宝塚歌劇団の特集が複数回放送されている。

## 出演者

### 司会
- 藤岡幸夫（指揮者） - 番組冒頭で番組の「ナビゲーター」と自己紹介している。
- 繁田美貴（テレビ東京アナウンサー）- トークに参加する以外に、放送100回記念にはジェイク・シマブクロとウクレレで、200回記念の時には朴葵姫とクラシック・ギターで共演。カノエ・ミラーの指導でフラダンスに挑戦するなど時折実演も行っていた。産休のため2019年11月2日放映分でいったん降板。2020年11月14日放映分から復帰。2022年6月4日放映分をもって再度降板、角谷暁子に交代した。
- 角谷暁子（テレビ東京アナウンサー）- 2019年11月9日放映分より2020年11月7日放映分まで繁田の代役を務めた。その後も繁田の代役で出演したり、2019年10月12日・19日の放送分には藤岡に同行して宝塚歌劇団の取材にもあたるなど、サブキャスター的な存在であった。放送300回記念ではマンドリンを演奏した。2022年6月11日放映分より（再び）繁田の後任となった。出演は2025年6月28日放送分まで。
- 山本倖千恵（テレビ東京アナウンサー）- 2025年7月4日放映分より角谷の後任で出演。

- 狩野恵里（テレビ東京アナウンサー）- 2021年6月5日放映分など繁田、角谷の代役で数回出演。母がピアノ教師で、本人も趣味はピアノ。
- 須黒清華（テレビ東京アナウンサー）- 2022年8月6日放映分など角谷の代役で数回出演。
- 福田典子（テレビ東京アナウンサー）- 2023年10月28日放映分など角谷の代役で数回出演。
- 竹﨑由佳（テレビ東京アナウンサー）- 2024年4月8日放映分など角谷の代役で数回出演。中学・高校は吹奏楽部に所属、オーボエ担当。
- 池谷実悠（テレビ東京アナウンサー）- 2024年6月1日放映分など角谷の代役で数回出演。

### 管弦楽演奏
- 関西フィルハーモニー管弦楽団（藤岡が総監督・首席指揮者を務める。ポップスコンサートの時は「関西フィル・ポップス・オーケストラ」を名乗る。）
- 東京シティ・フィルハーモニック管弦楽団（藤岡が首席客演指揮者を務める。管弦楽演奏がこちらになることがある。)

他に藤岡の指揮で群馬交響楽団や山形交響楽団等が出演したことがある。またゲストが指揮者だった回には広島交響楽団、オーケストラアンサンブル金沢等その指揮者ゆかりの楽団の演奏が放送されることもある。

### ナレーション
- 斉藤一也（テレビ東京アナウンサー） - 放送開始から2019年まで担当。通常は声だけで、画面に顔を出したのは年の最後の放送時と放送100回記念、200回記念の時程度であった。自称楽器フェチで番組中でギターを弾いたこともある。

- 矢内雄一郎（テレビ東京アナウンサー） - 2020年から担当（ただし中川聡など他のアナウンサーや、司会役のアナウンサー、藤岡幸夫自身が担当したこともある）。

### スポンサー
出入りはあるが、阪急電鉄は放送開始から一貫して提供しており、宝塚歌劇団のコマーシャルが流される。ただし2023年11月25日放送分から提供のクレジットはなくなり、コマーシャルの放映もされなくなった。2024年4月からクレジットが復活、コマーシャルの放送は2025年5月17日放送分から再開。

またヘーベルハウスも2020年から提供を継続している。

## スタッフ
※2020年9月現在
- 技術：大本裕司（ビデオウイング）
- 音声：瀬口亮平（ラプトサウンド）
- 録音：鈴木孝十郎、宮下雄二
- 音効：高取謙（Thee BLUEBEAT)
- 編集：鬼塚敦、佐原久登（NiTRo）
- MA：石井康博（NiTRo）
- スタイリスト：小林美穂子、興津靖江
- 協力：ジャパン・アーツ
- 番宣：佐藤妙子（テレビ東京）
- 編成：千葉剛（BSテレ東）
- AP：金多賀歩美
- 制作進行：丸田里美
- ディレクター：佐々木理子、横矢直樹、持田詩織、徳本和寛、町屋祐子、上林美実
- プロデューサー：重定菜子（テレビ東京）、酒井柚香
- 製作：BSテレ東、プラネット・ワイ